# Grok
Grok е чатбот с изкуствен интелект, разработен от xAI – компания, основана от Илон Мъск.
Към юли 2025 г. Grok 3 е наличен като самостоятелно приложение и като добавка към X („Туитър“). Grok 4 е достъпен за ползване срещу абонамент и не е към X. Последният е обучен, като са използвани 200 000 графични процесора и на тест за езикови модели надминава Gemini 2.5 Pro на „Гугъл“. Поддържа писане на програмен код, разсъждаване, гласова комуникация, създаване на изображения и редактиране на изображения.
Както всички други приложения на генеративния изкуствен интелект, това също е склонно към халюцинации – предоставяне на подвеждаща или изцяло невярна информация.